# 薄蘇彝士魚
薄蘇彝士魚（学名：Suezichthys gracilis），又名細長蘇彝士隆頭魚、紅柳冷仔、細鱗擬鸚鯛，为輻鰭魚綱鱸形目隆頭魚亞目隆頭魚科蘇彝士隆頭魚屬下的一个种，分布西太平洋區，包括日本、韓國、台灣、越南、澳洲、新喀里多尼亞海域，體長可達16公分，棲息在有遮蔽物、沙底質的礁石區，以甲殼類、片腳類、多毛類等為食，可作為觀賞魚。
其种加词来源于拉丁文“gracilis”，意为“纤细的”。